# Арсанукаев, Иналук
Иналук Арсанукаев, также именовался «князь Дышнинский» (чечен. Арсанукаев Уца-Хьаьжин воI Иналкъ, 1879, Эзихой — 1921 (1922), Грозный) — чеченский военачальник, глава Правительства Кавказского Эмирата.
Уроженец высокогорного дышнинского села Эзихой, ныне входящий в Итум-Калинский район Чечни. Чеченец по национальности, в царской России служил приставом — начальником полиции небольшого селения. После женитьбы на грузинской княжне Иналук присвоил себе титул князя.

## Биография
Родился в высокогорном дышнинском селе Эзихой. Отца Иналука звали Уц-хаджи который был женат несколько раз и имел 8 сыновей (Инал, Изнаур, Иналук, Даут, Исраил, Халид, Абдул-Кадыр, Абдул-Рашид) и несколько дочерей. Уц-хаджи, переживший Кавказскую войну, совершил трижды хадж в святые места. Он понимал, что для достойного проживания своим детям необходимо дать хорошее образование.
Будучи ещё курсантом военного училища, Иналук женился на 14-летней Падам, дочери Ахмеда Толгаева, тоже представитель тайпа дишний, но проживающий селе Гойты, которое расположено на равнине Чечни. Падам свои молодые годы была уже хафизом, и в округе слыла красавицей. По окончании военного училища, Иналука направили на службу в Эривань (Ереван) в должности пристава, где у молодой пары родились близнецы девочки, которые умерли в раннем возрасте, и были похоронены Эриване.
Прослужив около трёх лет в городе Эривань (Ереван), получил направление на новую службу, на этот раз в город Тифлис. Падам с дочкой Хабирой, родившейся накануне переезда в Тифлис, вернулась к родителям домой в Чечню. Родители Падам решили оставить её дома, пока Иналук не вернется в Чечню. Однако служба Иналука растянулась на 10 с лишним лет. Родные Иналука уделяли внимание дочери, и даже привозили её в Тифлис, чтобы она некоторое время пожила со своим отцом.
Все состояние своё Уц-хаджи направил, чтобы сыновья получили светское или военное образование. Один из братьев Иналука Даут окончил институт в Санкт-Петербурге, другой брат Халид учился с Абдурахманом Авторхановым, сам Иналук после ремесленного училища поступил в Тифлиский военное училище. Уц-хаджи Арсанукаев прожил долгую жизнь, и умер накануне Первой Мировой войны в 1913 году.
Семья Иналука имела родственные связи со многими известными людьми. Младший брат Иналука Изнаур был женат на внучке генерала Арцу Чермоева Кисы Чермоевой, а племянник Иналука был женат на дочери генерала Российской империи Эрисхана Алиева.

### Северо-Кавказский Эмират
Образование «Северо-Кавказского Эмирата» начинается с прибытием к повстанцам чеченского князя Иналука Арсанукаева.
Приказом от 22 сентября 1919 года Узун-Хаджи назначил Иналука Арсанукаева Великим Визирем «Северо-Кавказского Эмирата», и поручил Иналуку составить кабинет министров Эмирата.
Усилиями Иналука Дышнинского было организовано производство собственных денежных знаков «Северо-Кавказского Эмирата».
Летом 1919 года с помощью чеченца Иналук Арсанукаев (он же Дышнинский), привёз для Узун-Хаджи фирман (послание) от османского султана Багаутдина (Магомет-Ваххидин VI), после чего Узун-хаджи приступил к созданию военных и гражданских структур Северо-Кавказского эмирата.

### Княжеский титул
Иналук Тифлисе, познакомился с молодой девушкой из грузинской княжеской фамилии. Чтобы получить её согласие Иналуку пришлось связаться со своим отцом для того чтобы получить документ, подтверждающий его дворянское происхождение. Разумеется у отца Иналука Уц-хаджи не было такого документа, даже самый бедный представитель тайпа дишний не признал бы его или кого либо другого князем, поставив себя на уровень ниже чем Иналук.
Однако, сельчане посмеявшись над желанием Иналука решили написать письмо, в котором указывали, благородное происхождение семьи Иналука, в подтверждении этого подписались несколько десятков жителей родного аула. Семья Уц-хаджи действительно была уважаемой не только в родном ауле, но и в округе, однако не могло быть и речи, чтобы говорит что они стоят статусом выше других чеченцев.
Родные княгини Екатерины Сумбатовой (Сумбатошвили) поверили написанному письме как признания Иналука благородного происхождения, и дали свое согласие на брак с Иналуком со своей дочерью. После чего он и стал себя именовать как «князя Дышнинский», родные его жены представляли своего зятя как князя. Однако тайна вскоре была раскрыта, кто-то донес братьям Екатерины, что Иналук не является князем.
Разозленные братья вызвали своего зятя Иналука на дуэль. Жребий первого выстрела был у Иналука, но он отказался стрелять в брата своей жены, чем вызвал уважение братьев Екатерины и прощения ему за присвоение себе княжеского титула. От брака с Екатериной у них в Тифлисе родилась дочь Ляля (Ламара).

### Cмерть
Иналук был убит чекистами в Грозном на улице, которая нынче носит имя шейха Али Митаева в 1922 году (по другим данным, в 1921 году).